# Penguin (missile)
Pour les articles homonymes, voir Penguin.
Le missile Penguin est un missile antinavire à guidage infrarouge de fabrication norvégienne.

## Description
Il est fabriqué en Norvège par Kongsberg Defence & Aerospace.

## Dotation
- Espagne en dotation dans l'Armada Española pour ses Sikorsky SH-60 Seahawk depuis 2003, en passe d'être remplacé par son successeur, le Naval Strike Missile[1].
- États-Unis sous le nom AGM-119

## Espionnage
Il est possible que l'affaire du cadavre de l'inconnue d'Isdal soit en rapport avec un espionnage militaire autour de la mise au point du missile Penguin.

## Galerie

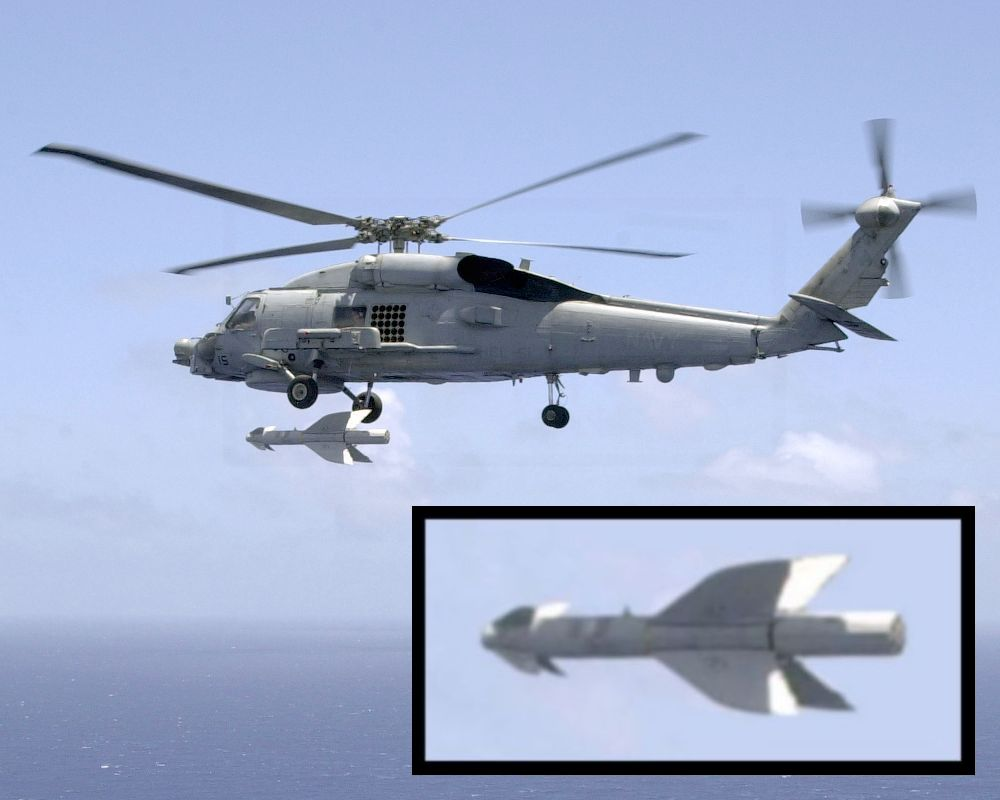
Tir depuis un Sikorsky SH-60 Seahawk américain, ici le lâcher.
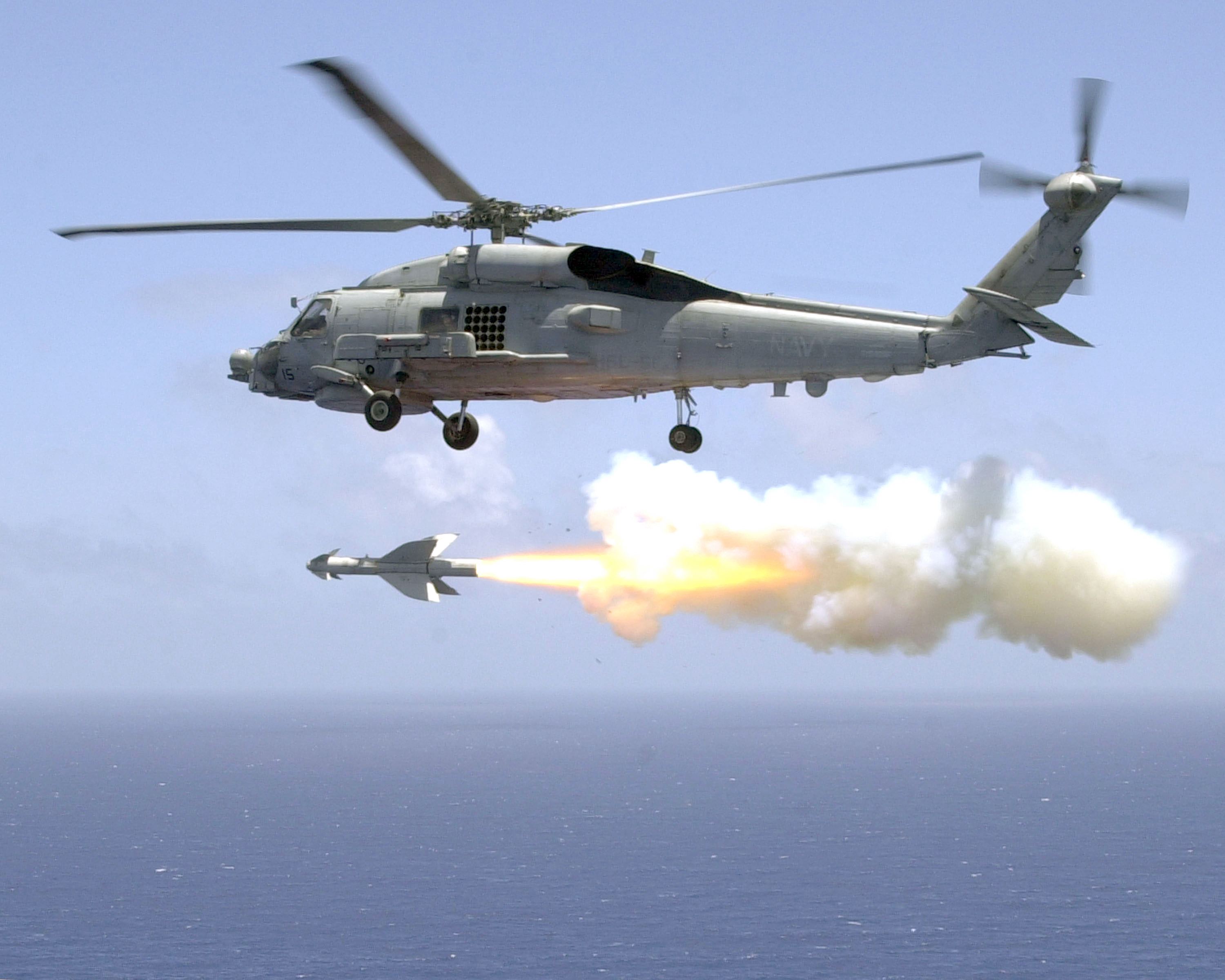
Puis, l'allumage.
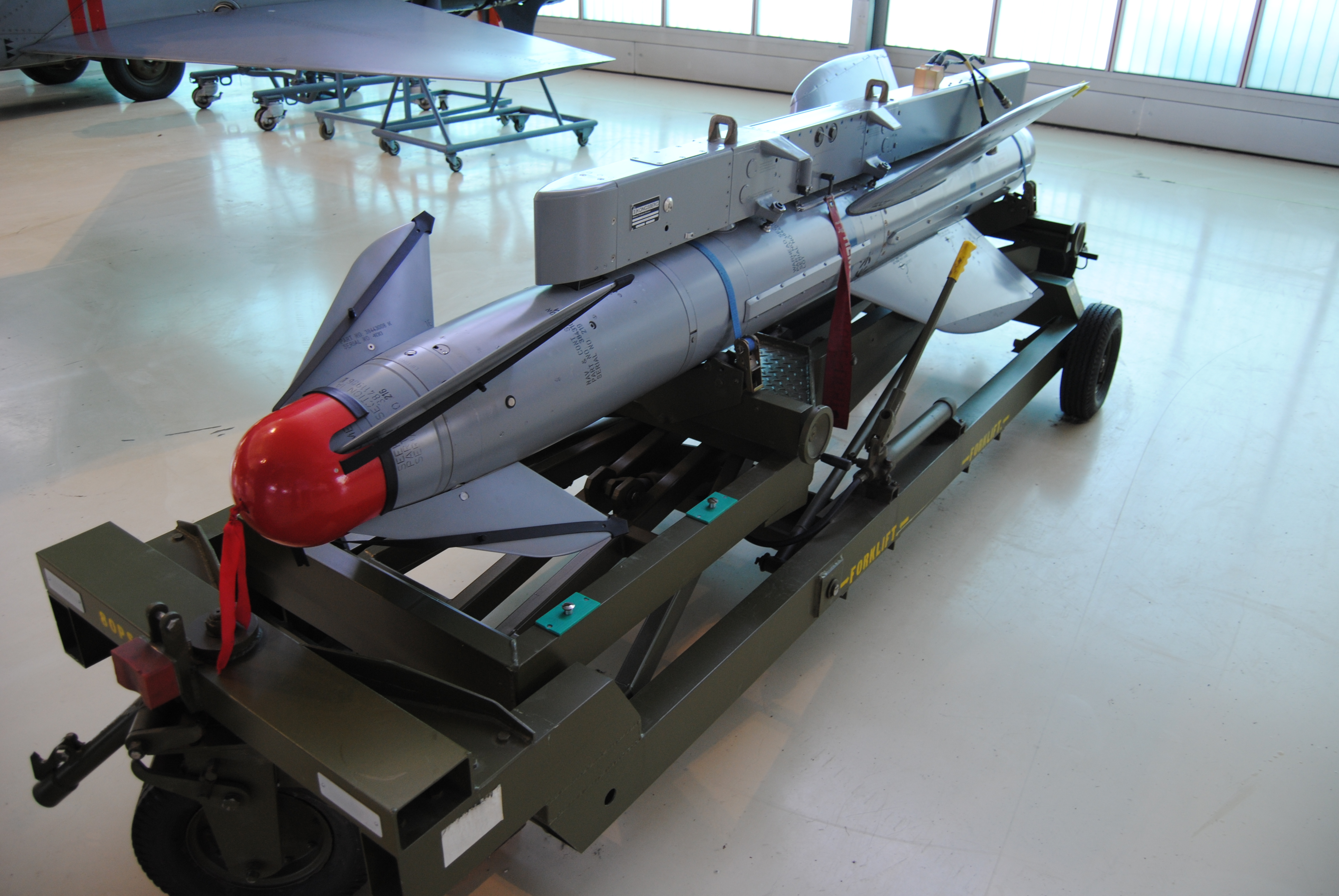
Penguin MK3
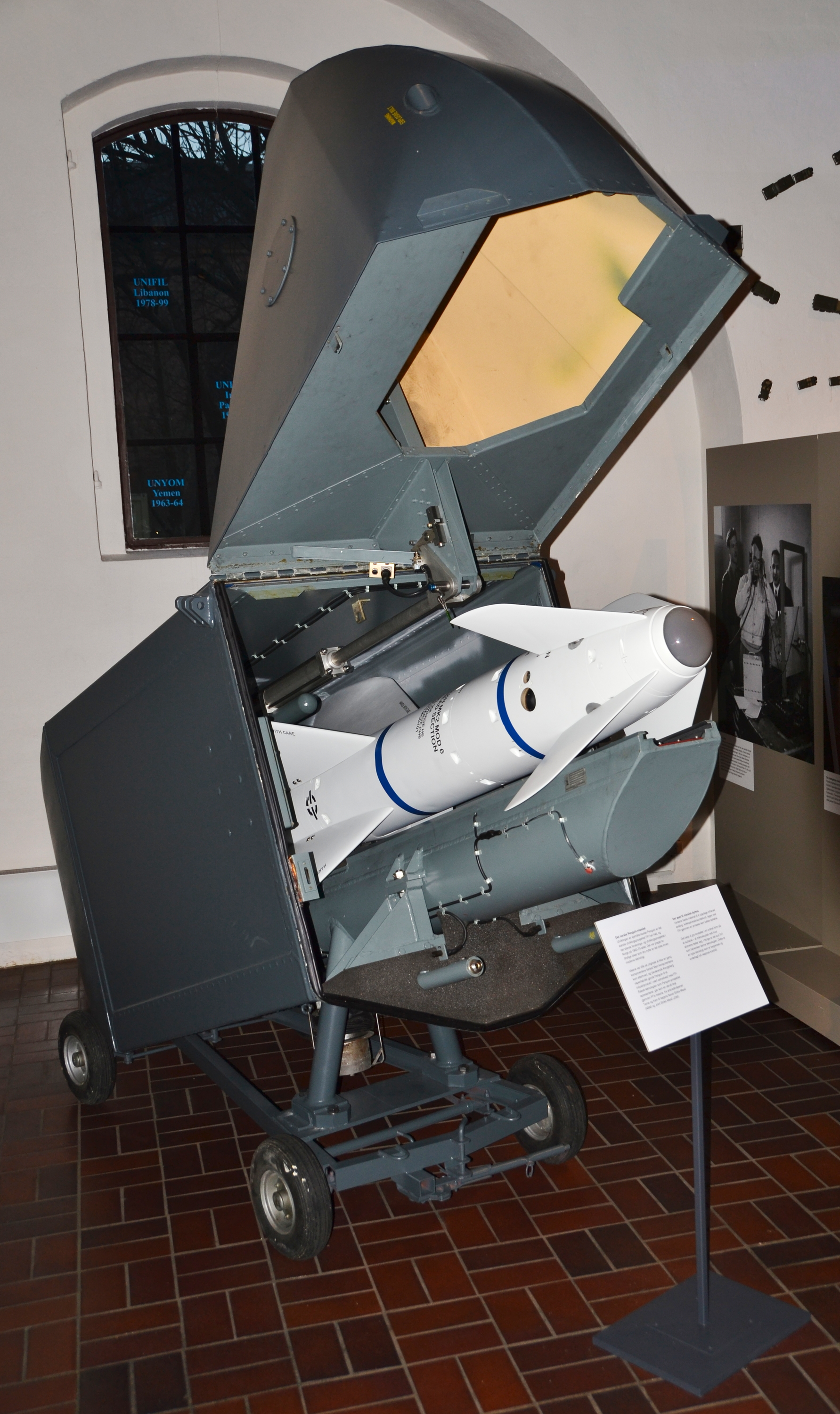
Penguin MK2 mod 6 avec son lanceur

## Missiles comparables
- Antinavire léger
- Nasr-1